# برو برو
برو برو (بالبرتغالية: Diego Santos Gama Camilo‏) هو لاعب كرة قدم برازيلي في مركز الهجوم، ولد في 22 نوفمبر 1994 في كيمادوس في البرازيل. لعب مع نادي بونتي بريتا ونادي فلومينينسي.

## وصلات خارجية
- برو برو على موقع قاعدة بيانات كرة القدم.إي يو (الإنجليزية)
- برو برو على موقع Soccerway.com (الإنجليزية)